# Eduardo della Maggiora
Eduardo della Maggiora (Santiago de Chile, 10 de octubre de 1980) es un triatleta y empresario chileno.[cita requerida]

## Carrera
Luego de graduarse como Ingeniero en 2004, comenzó a trabajar en J.P. Morgan en Chile y luego en Nueva York. En 2013 renunció para ir a trabajar de voluntario a África como profesor de inglés y matemáticas a alumnos de educación primaria en Moshi, Tanzania.
En 2014 fundó PIC Parks, una plataforma para preservar parques y áreas verdes utilizando el micromecenazgo.
En marzo de 2018 creó Betterfly, un emprendimiento que mediante una plataforma convierte las calorías que queman sus participantes en actividades deportivas, en ayuda para niños con necesidades alimentarias.
En abril de 2019 fue designado Director Ejecutivo del comité organizador de los Juegos Panamericanos y Parapanamericanos Santiago 2023. El 5 de diciembre de 2019 renunció al cargo luego de diferencias en mesa conformada por el Ministerio del Deporte de Chile.

## Triatlón Ironman
El 10 de octubre de 2015 compitió por primera vez en el Ironman de Kona, Hawaii. Un año más tarde, clasificó para representar a Chile en el campeonato mundial de Ironman 70.3 en Mooloolaba, Australia, logrando el subcampeonato del mundo en su categoría. En noviembre de 2016 ganó su categoría y terminó tercero en la general del Ironman de Panama City, Florida.
En septiembre de 2017, volvió a obtener el subcampeonato del mundo en su categoría representando a Chile en el campeonato Mundial de Ironman 70.3 en Chattanooga, Tennessee. Un mes más tarde, terminó sexto en su categoría representando a Chile en el campeonato mundial de Ironman en Hawái.
En octubre del año 2018, compitió nuevamente en Hawái y terminó como segundo latinoamericano en la general, registrando el mejor tiempo histórico de un chileno en su categoría.